# Gran Premio del Belgio 2025
Il Gran Premio del Belgio 2025 è stata la tredicesima prova della stagione 2025 del campionato mondiale di Formula 1. La gara si è tenuta domenica 27 luglio sul circuito di Spa-Francorchamps ed è stata vinta dall'australiano Oscar Piastri su McLaren-Mercedes, all'ottavo successo in carriera; Piastri ha preceduto all'arrivo il suo compagno di squadra, il britannico Lando Norris, e il monegasco Charles Leclerc su Ferrari.
All'intero weekend di gara hanno assistito 389 000 spettatori, nuovo record per il Gran Premio del Belgio sul circuito di Spa-Francorchamps. Il precedente primato apparteneva alle edizioni del 2023 e 2024, caratterizzate da una presenza di 380 000 spettatori nel fine settimana.

## Vigilia

### Aspetti tecnici
Per questo Gran Premio la Pirelli, fornitore unico degli pneumatici, offre la scelta tra gomme di mescola C1, C3 e C4. Sia per la prima volta in stagione che per questo appuntamento, la Pirelli sceglie tre mescole da asciutto non consecutive; se la gomma media (C3) e la gomma morbida (C4) sono contigue, la gomma dura (C1) è la più dura della gamma 2025. La novità è rappresentata da quest'ultima mescola; le prime due, invece, sono rimaste inalterate rispetto al 2024. Per la prima volta dal Gran Premio d'Australia 2022, la selezione degli pneumatici comprende un salto di mescola.
La Federazione conferma le due tradizionali zone del Drag Reduction System in uso dall'edizione 2013 della gara quando l'organo mondiale dell'automobilismo decise di aumentare sul circuito di Spa-Francorchamps a due i tratti in cui utilizzare il dispositivo mobile. I piloti possono attivare l'alettone mobile posteriore sul lungo rettilineo tra la curva 4 e la curva 5, con punto per la determinazione del distacco tra piloti posto prima della seconda curva, e sul rettilineo principale dei box, il nuovo tratto aggiuntivo introdotto in seguito, con detection point fissato prima della curva 18.
Dopo il precedente Gran Premio di Gran Bretagna, tra le prime dieci vetture classificate sono state sorteggiate per le verifiche tecniche la Red Bull Racing del quinto classificato Max Verstappen e l'Aston Martin del nono classificato Fernando Alonso. Sulla vettura di Verstappen sono state ispezionate le unità elettroniche del team, mentre su quella di Alonso si è verificato il sistema di aspirazione dell'aria e tutti i sensori collegati. Tutti gli elementi ispezionati sono risultati essere conformi al regolamento tecnico.
Rispetto all'edizione del 2024, il circuito è oggetto di modifiche. La traiettoria ideale è stata riasfaltata da 50 metri all'altezza del pannello di segnalazione di frenata prima della curva 1 fino all'uscita di quest'ultima. Il cordolo all'apice della curva 3 è stato sostituito. L'asfalto è stato levigato a metà strada dalla corsia box endurance fino alla curva 2. Dopo la curva 15 sul lato sinistro è stato riasfaltato un tratto per correggere una disconnessione.
La Federazione stabilisce che qualsiasi pilota che non percorre correttamente l'uscita della curva 19 vede il tempo sul giro e immediatamente quello successivo invalidato dai commissari sportivi.

### Aspetti sportivi
Il Gran Premio rappresenta il tredicesimo appuntamento della stagione a distanza di tre settimane dalla dodicesima prova col Gran Premio di Gran Bretagna. Il mondiale disputa il sesto appuntamento dell'anno in Europa, e il terzo consecutivo. Il Gran Premio del Belgio è la seconda e ultima prova programmata a luglio e si disputa in questo mese dall'edizione 2023, oltre a essere la prima corsa della seconda parte di stagione. La gara belga è preceduta da una pausa di tre settimane dopo il precedente Gran Premio a Silverstone, e in questo campionato è invertita col Gran Premio d'Ungheria, programmato quale ultima prova prima della pausa estiva. Il campionato disputa un appuntamento sulla tipologia di tracciato permanente per la quinta gara di fila. Il contratto per l'inserimento della gara nel calendario mondiale, sempre sul circuito di Spa-Francorchamps, è stato rinnovato nel mese di gennaio e prevede che si corra in questa sede nel 2026, 2027, 2029 e 2031. Il Gran Premio è sponsorizzato per la prima volta dalla casa produttrice di champagne Moët & Chandon.
Il Gran Premio del Belgio vede la disputa dell'ottantunesima edizione, la settantesima valida per il campionato mondiale di Formula 1 e la cinquantottesima sul circuito di Spa-Francorchamps. Il tracciato belga, adagiato fra i boschi che coprono le colline delle Ardenne, è al quarto posto nella classifica assoluta delle presenze nel calendario iridato, con cinquantasette gare ospitate, e ne faceva parte nella prima edizione della categoria nel 1950. È la più lunga pista dell'attuale calendario, la quale supera di quattro metri la soglia dei sette km, e presenta la combinazione di curve più nota, composta dall'Eau Rouge-Raidillon. Per due edizioni si è corso a Nivelles e per dieci a Zolder.
L'appuntamento viene scelto, per la seconda volta dopo l'edizione del 2023, come il terzo evento, su sei in programma per questo campionato, dove il weekend di gara è caratterizzato dalla disputa della Sprint, una gara di 100 km con scelta libera a livello di mescole di gomme e senza necessità di effettuare pit stop, il cui risultato attribuisce punti validi per la classifica piloti e costruttori ai primi otto classificati, nell'ordine 8, 7, 6, 5, 4, 3, 2 e 1 punto. È la ventunesima Sprint nella storia del campionato mondiale di Formula 1, dal debutto nella stagione 2021. Per questa stagione, è stato confermato il formato del weekend del Gran Premio adottato nello scorso campionato. Il programma prevede nella giornata di venerdì la disputa dell'unica sessione di prove libere del weekend, seguita dalla Qualifica Sprint, composta dalla SQ1 di 12 minuti, SQ2 di 10 e SQ3 di 8, e che determina la griglia di partenza della Sprint; nei primi due segmenti della qualifica per la gara breve è obbligatorio l'uso della mescola media, mentre nell’ultimo di quella morbida. La Sprint ha luogo nella giornata del sabato, ed è contraddistinta da una distanza di 15 giri per questo appuntamento, ed è seguita dalle qualifiche per la gara domenicale, che si tengono nel pomeriggio.
Dopo la dodicesima gara del campionato, l'australiano Oscar Piastri della McLaren conduce la classifica piloti con 234 punti, otto davanti al compagno di scuderia, il britannico Lando Norris, secondo, e 69 di margine dall'olandese Max Verstappen della Red Bull Racing. In classifica costruttori, la McLaren comanda la graduatoria con 460 punti, seguita dalla Ferrari con 222 e della Mercedes con 210. Il pilota giapponese della Red Bull Racing, Yūki Tsunoda, prende parte alla centesima partenza in un Gran Premio di Formula 1. La Mercedes disputa il seicentesimo Gran Premio nella categoria come motorista. La Sauber viene iscritta al Gran Premio come Kick Sauber F1 Team, senza l'utilizzo nella denominazione dell'altro title sponsor della squadra, Stake.
L'ex pilota di Formula 1 Vitantonio Liuzzi è nominato commissario aggiunto. L'italiano ha svolto in passato, in diverse occasioni, tale funzione, l'ultima nel precedente Gran Premio di Gran Bretagna. È la casa automobilistica britannica Aston Martin a fornire la safety car e la medical car.

## Prove

### Resoconto
Prima dell'inizio della sessione di prove libere, sulla vettura di Oscar Piastri, Lando Norris e Lance Stroll viene installata la quarta unità relativa al motore a combustione interna, al turbocompressore, all'MGU-H e all'MGU-K. Sulla vettura di Piastri viene installata la seconda unità relativa al sistema di recupero dell'energia e alla centralina, e sulla vettura di Gabriel Bortoleto la seconda unità di quest'ultimo componente. Tutti i piloti non sono penalizzati sulla griglia di partenza in quanto i nuovi componenti installati rientrano tra quelli utilizzabili nel numero massimo stabilito dal regolamento tecnico.

### Risultati
Nella sessione di prove libere si è avuta questa situazione:
| Pos | Nº | Pilota         | Costruttore                | Tempo    | Gap    | Giri |
| --- | -- | -------------- | -------------------------- | -------- | ------ | ---- |
| 1   | 81 | Oscar Piastri  | McLaren-Mercedes           | 1'42"022 |        | 23   |
| 2   | 1  | Max Verstappen | Red Bull Racing-Honda RBPT | 1'42"426 | +0"404 | 23   |
| 3   | 4  | Lando Norris   | McLaren-Mercedes           | 1'42"526 | +0"504 | 22   |

## Qualifica Sprint

### Resoconto
Prima della Qualifica Sprint, sulla vettura di Carlos Sainz Jr. viene installata la quarta unità relativa al motore a combustione interna, al turbocompressore, all'MGU-H e all'MGU-K. Il pilota spagnolo della Williams non è penalizzato sulla griglia di partenza in quanto i nuovi componenti installati rientrano tra quelli utilizzabili nel numero massimo stabilito dal regolamento tecnico.
Oscar Piastri conquista la terza pole position valevole per la Sprint in carriera. L'australiano della McLaren eguaglia il numero delle partenze al palo nella gara rapida del compagno di squadra Norris, al secondo posto di sempre dietro solo a Verstappen. Piastri è il terzo pilota in pole position nella Qualifica Sprint in altrettante sessioni del campionato dopo Hamilton nel Gran Premio di Cina e Antonelli nel Gran Premio di Miami. Il leader del campionato è il secondo pilota diverso a partire davanti a tutti nella gara breve in altrettante Qualifiche Sprint disputate nel Gran Premio del Belgio.
Per la McLaren è la sesta partenza in prima posizione nella Qualifica Sprint, e il terzo costruttore differente della stagione in pole position per la Sprint dopo la Ferrari a Shanghai e la Mercedes a Miami. Il tempo della pole position per la Sprint di Piastri in 1'40"510 rappresenta il rilievo cronometrico più rapido sul circuito di Spa-Francorchamps con la configurazione in uso dal 2007, alla media di 250,864 km/h. Il precedente primato apparteneva a Hamilton che registrò un tempo di 1'41"252 durante le qualifiche dell'edizione 2020, alla media di 249,026 km/h, sempre valevole per la partenza al palo.
Sono stati cancellati quattro tempi dai commissari sportivi ai piloti per non aver rispettato i limiti della pista, durante la Qualifica Sprint. Si sono visti cancellare il tempo Oliver Bearman (curva 4), Andrea Kimi Antonelli (curva 15), Yūki Tsunoda (curva 19) e Oscar Piastri (curva 4). Pierre Gasly, George Russell e Antonelli (quarto giro in SQ1), Carlos Sainz Jr., Isack Hadjar e Alexander Albon (quinto giro in SQ1), nuovamente Russell, Lance Stroll e nuovamente Hadjar (settimo giro in SQ2), Liam Lawson e Tsunoda (ottavo giro in SQ2) non ricevono sanzioni da parte dei commissari sportivi, per non aver rispettato le istruzioni stabilite dalla direzione gara. Tutti i piloti hanno superato il tempo limite di due minuti e tre secondi valevole tra la seconda linea della safety car e la prima di essa.
Al termine della Qualifica Sprint, George Russell e Yūki Tsunoda vengono convocati dai commissari sportivi per non aver seguito le istruzioni stabilite dalla direzione gara riguardo al tempo di percorrenza tra la prima linea della safety car e la seconda di essa, durante la Q1. Entrambi i piloti ricevono una reprimenda di guida, la seconda della stagione per Tsunoda e la prima per Russell. Tsunoda viene nuovamente convocato, insieme a Pierre Gasly, in quanto il pilota francese ha ostacolato quello giapponese alla curva 17, nel corso della Q1. Gasly non riceve sanzioni.
La direzione gara comunica che la riunione dei piloti, prevista un'ora e mezza dopo la disputa della Qualifica Sprint, ha inizio alle ore 18:56.

### Risultati
Nella sessione della Qualifica Sprint si è avuta questa situazione:
| Pos                         | Nº | Pilota                | Costruttore                  | SQ1      | SQ2      | SQ3      | Griglia |
| --------------------------- | -- | --------------------- | ---------------------------- | -------- | -------- | -------- | ------- |
| 1                           | 81 | Oscar Piastri         | McLaren-Mercedes             | 1'41"769 | 1'42"128 | 1'40"510 | 1       |
| 2                           | 1  | Max Verstappen        | Red Bull Racing-Honda RBPT   | 1'42"043 | 1'41"583 | 1'40"987 | 2       |
| 3                           | 4  | Lando Norris          | McLaren-Mercedes             | 1'42"068 | 1'41"412 | 1'41"128 | 3       |
| 4                           | 16 | Charles Leclerc       | Ferrari                      | 1'42"763 | 1'41"786 | 1'41"278 | 4       |
| 5                           | 31 | Esteban Ocon          | Haas-Ferrari                 | 1'42"822 | 1'41"801 | 1'41"565 | 5       |
| 6                           | 55 | Carlos Sainz Jr.      | Williams-Mercedes            | 1'42"776 | 1'42"051 | 1'41"761 | 6       |
| 7                           | 87 | Oliver Bearman        | Haas-Ferrari                 | 1'43"024 | 1'42"019 | 1'41"857 | 7       |
| 8                           | 10 | Pierre Gasly          | Alpine-Renault               | 1'43"171 | 1'41"949 | 1'41"959 | 8       |
| 9                           | 6  | Isack Hadjar          | Racing Bulls-Honda RBPT      | 1'42"711 | 1'42"088 | 1'41"971 | 9       |
| 10                          | 5  | Gabriel Bortoleto     | Kick Sauber-Ferrari          | 1'42"806 | 1'41"901 | 1'42"176 | 10      |
| 11                          | 30 | Liam Lawson           | Racing Bulls-Honda RBPT      | 1'42"897 | 1'42"169 | N.D.     | 11      |
| 12                          | 22 | Yūki Tsunoda          | Red Bull Racing-Honda RBPT   | 1'42"912 | 1'42"184 | N.D.     | 12      |
| 13                          | 63 | George Russell        | Mercedes                     | 1'42"650 | 1'42"330 | N.D.     | 13      |
| 14                          | 14 | Fernando Alonso       | Aston Martin Aramco-Mercedes | 1'42"427 | 1'42"453 | N.D.     | 14      |
| 15                          | 18 | Lance Stroll          | Aston Martin Aramco-Mercedes | 1'42"736 | 1'42"832 | N.D.     | 15      |
| 16                          | 23 | Alexander Albon       | Williams-Mercedes            | 1'43"212 | N.D.     | N.D.     | 16      |
| 17                          | 27 | Nico Hülkenberg       | Kick Sauber-Ferrari          | 1'43"217 | N.D.     | N.D.     | 17      |
| 18                          | 44 | Lewis Hamilton        | Ferrari                      | 1'43"408 | N.D.     | N.D.     | 18      |
| 19                          | 43 | Franco Colapinto      | Alpine-Renault               | 1'43"587 | N.D.     | N.D.     | PL      |
| 20                          | 12 | Andrea Kimi Antonelli | Mercedes                     | 1'45"394 | N.D.     | N.D.     | 19      |
| Tempo limite 107%: 1'48"892 |    |                       |                              |          |          |          |         |

In grassetto sono indicate le migliori prestazioni in SQ1, SQ2 e SQ3.

## Sprint

### Resoconto
Prima della Sprint, sulla vettura di Franco Colapinto viene sostituito l'alettone posteriore senza l'approvazione del delegato tecnico della Federazione sotto il regime di parco chiuso. L'argentino dell'Alpine, qualificatosi in diciannovesima posizione, prende il via dalla pit lane.
Al via Max Verstappen supera il poleman Oscar Piastri sul rettilineo del Kemmel, così come il ferrarista Charles Leclerc che guadagna una posizione su Lando Norris a Les Combes, salendo così al terzo posto momentaneo. Al quarto giro però, il pilota britannico supera nuovamente il monegasco, riportandosi in terza posizione e chiuderà la sua gara sul gradino più basso del podio. Partono bene anche entrambi i piloti della Haas che congelano le posizioni fino al termine della gara, con Esteban Ocon quinto e Oliver Bearman settimo; tra loro si piazza Carlos Sainz Jr. con la Williams in sesta posizione. L'ultimo punto a disposizione lo guadagna Isack Hadjar a bordo della Racing Bulls. Male le due Mercedes, con George Russell dodicesimo e Andrea Kimi Antonelli diciassettesimo, e le due Aston Martin, con Lance Stroll tredicesimo e Fernando Alonso quattordicesimo. Da dimenticare anche la gara di Lewis Hamilton che con l'altra Ferrari non riesce a risalire dalle retrovie, chiudendo quindicesimo.
Nei primi giri Verstappen riesce a mantenere un vantaggio pressoché costante su Piastri di poco inferiore a un secondo, non riuscendo a tenere così l'australiano fuori dalla zona DRS. Anche Norris rimane ad un distacco di circa un secondo dal compagno di scuderia. L'olandese però, complice una maggiore velocità e ad una precisione maniacale nell'affrontare le curve lente per poi godere di una miglior trazione della sua RB21, non permette a Piastri di tentare il sorpasso. Verstappen vince prima gara Sprint del 2025, mentre l'australiano si accontenta dei sette punti del secondo posto. Disastrosa è stata la gara dell'Alpine di Pierre Gasly che non ha potuto sfruttare l'ottavo posto in qualifica, in quanto non ha partecipato di fatto alla gara per una perdita di acqua riscontrata sullo schieramento di partenza. Ha poi effettuato qualche giro per verificare che tutto fosse a norma in vista della qualifica.
Max Verstappen vince la dodicesima Sprint in carriera dopo l'introduzione della gara breve nella stagione 2021, su ventuno gare veloci fin qui corse nella storia del mondiale, conducendo tutti i giri. Per l'olandese è il primo trionfo nella gara breve da quella del Gran Premio degli Stati Uniti d'America 2024. Il campione del mondo estende il record quale pilota più vittorioso nella gara rapida (57,14%) e trionfa per la seconda volta su altrettante Sprint disputate nel Gran Premio del Belgio, per il terzo pilota differente in stagione a vincere la gara veloce dopo Hamilton nel Gran Premio di Cina e Norris nel Gran Premio di Miami. Per la Red Bull Racing è il tredicesimo successo complessivo nella Sprint su ventuno sessioni (61,90%), confermandosi il costruttore con più successi nella gara rapida. La scuderia di Milton Keynes, che conquista la seconda Sprint disputata sul circuito di Spa-Francorchamps dopo quella del 2023, è il terzo costruttore in stagione a trionfare nella gara breve dopo la Ferrari a Shanghai e la McLaren a Miami.
Sono stati cancellati due tempi dai commissari sportivi ai piloti per non aver rispettato i limiti della pista, durante la Sprint. Si sono visti cancellare il tempo Gabriel Bortoleto (curva 9) e Pierre Gasly (curva 4).

### Risultati
Nella sessione della Sprint si è avuta questa situazione:
| Pos | Nº | Pilota                | Costruttore                  | Giri | Tempo/Ritiro    | Griglia | Punti |
| --- | -- | --------------------- | ---------------------------- | ---- | --------------- | ------- | ----- |
| 1   | 1  | Max Verstappen        | Red Bull Racing-Honda RBPT   | 15   | 26'37"997       | 2       | 8     |
| 2   | 81 | Oscar Piastri         | McLaren-Mercedes             | 15   | +0"753          | 1       | 7     |
| 3   | 4  | Lando Norris          | McLaren-Mercedes             | 15   | +1"414          | 3       | 6     |
| 4   | 16 | Charles Leclerc       | Ferrari                      | 15   | +10"176         | 4       | 5     |
| 5   | 31 | Esteban Ocon          | Haas-Ferrari                 | 15   | +13"789         | 5       | 4     |
| 6   | 55 | Carlos Sainz Jr.      | Williams-Mercedes            | 15   | +14"964         | 6       | 3     |
| 7   | 87 | Oliver Bearman        | Haas-Ferrari                 | 15   | +18"610         | 7       | 2     |
| 8   | 6  | Isack Hadjar          | Racing Bulls-Honda RBPT      | 15   | +19"119         | 9       | 1     |
| 9   | 5  | Gabriel Bortoleto     | Kick Sauber-Ferrari          | 15   | +22"183         | 10      |       |
| 10  | 30 | Liam Lawson           | Racing Bulls-Honda RBPT      | 15   | +22"897         | 11      |       |
| 11  | 22 | Yūki Tsunoda          | Red Bull Racing-Honda RBPT   | 15   | +24"551         | 12      |       |
| 12  | 63 | George Russell        | Mercedes                     | 15   | +25"969         | 13      |       |
| 13  | 18 | Lance Stroll          | Aston Martin Aramco-Mercedes | 15   | +26"595         | 15      |       |
| 14  | 14 | Fernando Alonso       | Aston Martin Aramco-Mercedes | 15   | +29"046         | 14      |       |
| 15  | 44 | Lewis Hamilton        | Ferrari                      | 15   | 30"175          | 18      |       |
| 16  | 23 | Alexander Albon       | Williams-Mercedes            | 15   | +30"941         | 16      |       |
| 17  | 12 | Andrea Kimi Antonelli | Mercedes                     | 15   | +31"981         | 19      |       |
| 18  | 27 | Nico Hülkenberg       | Kick Sauber-Ferrari          | 15   | +32"867         | 17      |       |
| 19  | 43 | Franco Colapinto      | Alpine-Renault               | 15   | +38"072         | PL      |       |
| Rit | 10 | Pierre Gasly          | Alpine-Renault               | 12   | Perdita d'acqua | PL      |       |

## Qualifiche

### Resoconto
Lando Norris conquista la tredicesima pole position in carriera e la quarta del campionato, la prima dopo quella ottenuta nel Gran Premio d'Austria. Per la McLaren è la centosettantaduesima partenza in prima posizione della storia, l'ottava della stagione, la dodicesima complessiva nel Gran Premio del Belgio, e la prima dopo quella dell'edizione 2012 con Jenson Button. Piastri è secondo, alla quattordicesima prima fila in carriera. Leclerc è terzo, alla quarta partenza nei primi tre del 2025. L'ultimo giro del monegasco in Q3 ha avuto un vantaggio di soli 0"003 su Verstappen.
L'olandese è qualificato quarto. Il campione del mondo ha vinto da dieci posizioni differenti in griglia, ma nessun pilota ha vinto partendo quarto sul circuito di Spa-Francorchamps. Per Verstappen è la miglior partenza sul tracciato belga dall'edizione 2021, dopo aver subito penalità in griglia nelle ultime tre gare disputate. Per la prima volta dall'edizione 2020 Verstappen non è il più veloce sul giro singolo in Q3. Albon è quinto, ed eguaglia la miglior partenza in questo appuntamento con la Red Bull Racing del 2020. Per il thailandese e la Williams è la miglior posizione di partenza dal Gran Premio di Las Vegas 2023. Albon ottiene la Q3 per l'ottava volta nel 2025, eguagliando il totale complessivo del campionato precedente. Russell è sesto per seconda edizione consecutiva, rendendo la Mercedes il terzo team motorizzato tedesco più veloce nel Q3. Tsunoda è settimo, alla miglior posizione di partenza in carriera sul tracciato belga. Il giapponese prende parte alla centesima partenza in un Gran Premio dalla posizione più alta alla guida della Red Bull Racing. Hadjar parte ottavo, alla miglior qualifica dal Gran Premio di Monaco, mentre il compagno Lawson è nono, alla sua seconda presenza nei primi dieci nelle ultime tre gare. Bortoleto è decimo, dopo essere stato inizialmente eliminato in Q1, ma qualificato al Q2 grazie alla cancellazione del tempo di Hamilton per il mancato rispetto dei limiti del tracciato. Ocon e Bearman non si qualificano al Q3 dopo aver raggiunto l'ultima fase nella Qualifica Sprint e aver ottenuto punti nella gara breve. Per la Haas l'undicesima posizione del francese è la miglior partenza dall'edizione 2019. Gasly è tredicesimo dopo essere partito dodicesimo nelle ultime due edizioni, mentre Hülkenberg è quattordicesimo, alla miglior partenza su questa pista dal 2019. Il tedesco rimane l'unico pilota ad aver preso parte a tutte le gare del 2025 senza qualificarsi per la Q3. Sainz è quindicesimo, nove posizioni più in basso rispetto alla Qualifica Sprint. Hamilton è sedicesimo dopo essersi visto il tempo cancellato per i limiti del tracciato; per la Ferrari è la prima eliminazione in Q1 da Sainz nel Gran Premio di Abu Dhabi 2023. Colapinto, con la diciassettesima posizione, è eliminato in Q1 per la quarta volta nelle ultime sei gare. Antonelli è diciottesimo, alla seconda eliminazione in Q1 dopo quella nel Gran Premio d'Australia, gara d'apertura del mondiale. L'italiano è stato eliminato anche nella prima fase della Qualifica Sprint. Entrambe le Aston Martin sono eliminate nella prima fase per la prima volta dal Gran Premio di Miami, l'ultima gara col formato della Sprint. Stroll è ventesimo, alla nona eliminazione del 2025 in Q1, più di qualsiasi altro pilota in griglia.
Norris, alla ventiduesima prima fila in carriera, è il quarantaquattresimo pilota differente in pole position nel Gran Premio del Belgio, il trentacinquesimo sul circuito di Spa-Francorchamps, il primo britannico da Hamilton nell'edizione 2020, e il primo alla guida della McLaren da Jenson Button nell'edizione 2012. Norris eguaglia le partenze al palo stagionali di Piastri e Verstappen, e conquista la prima posizione nel tredicesimo Gran Premio e circuito differente. La McLaren estende a otto il numero di pole position stagionali e segna la dodicesima partenza in prima posizione in Belgio, a una lunghezza dal record della Ferrari, e ottiene la sessantanovesima doppietta in qualifica, e la terza del campionato. Per la scuderia di Woking è la prima fila completa in questo appuntamento dall'edizione 2005 con Juan Pablo Montoya e Kimi Räikkönen. Il team britannico interrompe una serie di tre partenze al palo consecutive della Ferrari sul tracciato belga. Norris e Piastri condividono la prima fila per la sesta volta. Per l'australiano è la settima partenza consecutiva nelle prime tre posizioni, vincendo tanti Gran Premi partendo dalla seconda posizione quanti ne ha vinti partendo dalla pole position.
Sono stati cancellati quattro tempi dai commissari sportivi ai piloti per non aver rispettato i limiti della pista, durante le qualifiche. Si sono visti cancellare il tempo due volte Lewis Hamilton (curve 6 e 4), una volta Oliver Bearman e Gabriel Bortoleto (curva 19). Max Verstappen e Yūki Tsunoda (secondo giro in Q1), Pierre Gasly (quarto giro in Q1), Lando Norris, Oscar Piastri e Carlos Sainz Jr. (ottavo giro in Q1), e Franco Colapinto e Andrea Kimi Antonelli (settimo giro in Q1), non ricevono sanzioni da parte dei commissari sportivi, per non aver rispettato le istruzioni stabilite dalla direzione gara. Tutti i piloti hanno superato il tempo limite di due minuti e tre secondi valevole tra la seconda linea della safety car e la prima di essa.
Al termine delle qualifiche, Nico Hülkenberg e Lance Stroll vengono convocati dai commissari sportivi in quanto il tedesco si è immesso in fast lane dentro la corsia dei box causando una collisione con il canadese, durante la Q1. La Sauber riceve una reprimenda, mentre non si verificano sanzioni riguardo la collisione.

### Risultati
Nella sessione di qualifica si è avuta questa situazione:
| Pos                         | Nº | Pilota                | Costruttore                  | Q1       | Q2       | Q3       | Griglia |
| --------------------------- | -- | --------------------- | ---------------------------- | -------- | -------- | -------- | ------- |
| 1                           | 4  | Lando Norris          | McLaren-Mercedes             | 1'41"010 | 1'40"715 | 1'40"562 | 1       |
| 2                           | 81 | Oscar Piastri         | McLaren-Mercedes             | 1'41"201 | 1'40"626 | 1'40"647 | 2       |
| 3                           | 16 | Charles Leclerc       | Ferrari                      | 1'41"635 | 1'41"084 | 1'40"900 | 3       |
| 4                           | 1  | Max Verstappen        | Red Bull Racing-Honda RBPT   | 1'41"334 | 1'40"951 | 1'40"903 | 4       |
| 5                           | 23 | Alexander Albon       | Williams-Mercedes            | 1'41"772 | 1'41"505 | 1'41"201 | 5       |
| 6                           | 63 | George Russell        | Mercedes                     | 1'41"784 | 1'41"254 | 1'41"260 | 6       |
| 7                           | 22 | Yūki Tsunoda          | Red Bull Racing-Honda RBPT   | 1'41"840 | 1'41"245 | 1'41"284 | 7       |
| 8                           | 6  | Isack Hadjar          | Racing Bulls-Honda RBPT      | 1'41"572 | 1'41"281 | 1'41"310 | 8       |
| 9                           | 30 | Liam Lawson           | Racing Bulls-Honda RBPT      | 1'41"748 | 1'41"297 | 1'41"328 | 9       |
| 10                          | 5  | Gabriel Bortoleto     | Kick Sauber-Ferrari          | 1'41"908 | 1'41"336 | 1'42"387 | 10      |
| 11                          | 31 | Esteban Ocon          | Haas-Ferrari                 | 1'41"884 | 1'41"525 | N.D.     | 11      |
| 12                          | 87 | Oliver Bearman        | Haas-Ferrari                 | 1'41"617 | 1'41"617 | N.D.     | 12      |
| 13                          | 10 | Pierre Gasly          | Alpine-Renault               | 1'41"800 | 1'41"633 | N.D.     | 13      |
| 14                          | 27 | Nico Hülkenberg       | Kick Sauber-Ferrari          | 1'41"844 | 1'41"707 | N.D.     | 14      |
| 15                          | 55 | Carlos Sainz Jr.      | Williams-Mercedes            | 1'41"691 | 1'41"758 | N.D.     | PL      |
| 16                          | 44 | Lewis Hamilton        | Ferrari                      | 1'41"939 | N.D.     | N.D.     | PL      |
| 17                          | 43 | Franco Colapinto      | Alpine-Renault               | 1'42"022 | N.D.     | N.D.     | 15      |
| 18                          | 12 | Andrea Kimi Antonelli | Mercedes                     | 1'42"139 | N.D.     | N.D.     | PL      |
| 19                          | 14 | Fernando Alonso       | Aston Martin Aramco-Mercedes | 1'42"385 | N.D.     | N.D.     | PL      |
| 20                          | 18 | Lance Stroll          | Aston Martin Aramco-Mercedes | 1'42"502 | N.D.     | N.D.     | 16      |
| Tempo limite 107%: 1'48"080 |    |                       |                              |          |          |          |         |

In grassetto sono indicate le migliori prestazioni in Q1, Q2 e Q3.

## Gara

### Resoconto
Prima della gara, sulla vettura di Lewis Hamilton, Andrea Kimi Antonelli e Fernando Alonso viene installata la quinta unità relativa al motore a combustione interna, al turbocompressore, all'MGU-H e all'MGU-K. Sulla vettura di Hamilton viene installata la terza unità relativa al sistema di recupero dell'energia e alla centralina, e la sesta unità relativa all'impianto di scarico. La vettura di Carlos Sainz Jr. viene modificata sotto il regime di parco chiuso senza l'approvazione del delegato tecnico della Federazione. I tre piloti, qualificatisi rispettivamente in sedicesima, diciottesima e diciannovesima posizione, partono dalla pit lane in quanto i nuovi componenti della power unit sono stati installati sotto il regime di parco chiuso senza l'approvazione del delegato tecnico della Federazione. Lo spagnolo della Williams, qualificatosi in quindicesima posizione, parte dalla pit lane.
La direzione gara informa che per la sicurezza e l'ordinato svolgimento della corsa, in relazione all'applicazione degli articoli 55.7 e 58.6 del regolamento sportivo che richiedono che non ci sia più di una distanza di dieci vetture tra di esse, non viene applicata alcuna penalità a condizione che la distanza dalla vettura che precede non superi le venti lunghezze.
Oscar Piastri vince l'ottavo Gran Premio in carriera, la sesta gara stagionale e la prima dopo quella nel Gran Premio di Spagna. Per la McLaren è la centonovantanovesima vittoria della propria storia, la decima del campionato e la terza consecutiva, la quindicesima complessiva nel Gran Premio del Belgio, la prima da quella dell'edizione 2012 con Jenson Button, e la tredicesima in totale sul circuito di Spa-Francorchamps. Norris è secondo, al trentasettesimo podio in carriera, l'undicesimo del campionato e terzo consecutivo. Per il britannico è il primo piazzamento tra i primi quattro in questo appuntamento. Leclerc è terzo per la terza edizione consecutiva, per il quarantottesimo podio della carriera e il quinto del 2025.
Verstappen chiude quarto per la seconda edizione consecutiva. Il campione del mondo ha solamente ottenuto un podio nelle ultime sei gare. Russell è sesto; il britannico della Mercedes non si piazza nei primi quattro dal successo nel Gran Premio del Canada. Albon è sesto classificato, per il quarto piazzamento nei primi sei del campionato. Per la Williams è il miglior risultato nel Gran Premio del Belgio sulla distanza completa dall'edizione 2015. Lawson è ottavo, al secondo piazzamento nei primi otto nelle ultime tre gare. Bortoleto, nono, ottiene punti per la seconda volta in carriera. Per la Sauber sono i primi punti in questa gara dall'edizione 2018. Gasly conquista punti per la seconda gara di fila, mentre Bearman chiude undicesimo per la quarta gara consecutiva, eguagliando la serie più lunga di arrivi nella stessa posizione diversa dal primo posto. Per Hülkenberg, dodicesimo, è il miglior risultato in carriera in Belgio dal 2019. Antonelli ha ottenuto punti solamente una volta nelle ultime sette gare.
Piastri, al ventunesimo podio in carriera e l'undicesimo del campionato, è il trentasettesimo pilota diverso a vincere il Gran Premio del Belgio, il ventinovesimo sul circuito di Spa-Francorchamps, il primo di nazionalità australiana dopo Daniel Ricciardo nell'edizione 2014, e il primo alla guida della McLaren dalla gara del 2012 con Jenson Button. Il leader del campionato è il terzo vincitore diverso nelle ultime tre edizioni della gara e trionfa nell'ottavo Gran Premio e circuito diverso, eguagliando i successi in carriera del compagno Norris. Piastri è il primo pilota di nazionalità australiana a figurare il maggior numero di successi in una singola stagione (6). La serie di trentuno gare a punti del pilota della McLaren è la più lunga nella storia della categoria, fatta eccezione per Verstappen o Hamilton. La scuderia di Woking segna il più alto numero di vittorie in un singolo campionato per la prima volta dalla stagione 2005 (10). Il team britannico segna la cinquantacinquesima doppietta della storia e la sesta in questo appuntamento, la prima dopo quella dell'edizione 1999 con David Coulthard e Mika Häkkinen, oltre a essere la terza consecutiva del 2025. Per la McLaren è anche la sesta doppietta della stagione, per il maggior numero in un singolo campionato da Ayrton Senna e Alain Prost con dieci nel 1988. Il team leader dei costruttori vince per la tredicesima volta sul tracciato belga, a una lunghezza dal record della Ferrari.
Hamilton è premiato quale pilota del giorno per la diciannovesima volta fin dall'introduzione del riconoscimento nella stagione 2016. È stato il sesto più lento Gran Premio del Belgio sul circuito di Spa-Francorchamps con la configurazione in uso dall'edizione 2007, corso alla media di 216,489 km/h. La corsa, condotta da soli due piloti, viene vinta per la quindicesima volta dalla seconda posizione sul tracciato delle Ardenne (25,86%). Piastri, Norris e Leclerc condividono il podio per la quinta volta e per la quarta nel corso del campionato. Per la ventiduesima volta nella storia della Formula 1 e come già accaduto nell'edizione 2021, oltre che per la seconda volta in campionato dopo il Gran Premio del Giappone, tutti i piloti sono classificati. Piastri conduce il mondiale con sedici punti di margine sul compagno Norris.
Sono stati cancellati 14 tempi dai commissari sportivi ai piloti per non aver rispettato i limiti della pista, durante la gara. Si sono visti cancellare il tempo tre volte Carlos Sainz Jr. (curve 6 e 4), due volte Isack Hadjar e Franco Colapinto (curva 4), una volta Pierre Gasly (curva 4), Andrea Kimi Antonelli (curva 18), Gabriel Bortoleto (curva 4), Lando Norris (curva 10), Fernando Alonso (curva 6), Alexander Albon (curva 10) e Yūki Tsunoda (curva 4).

### Risultati
I risultati del Gran Premio sono i seguenti:
| Pos | Nº | Pilota                | Costruttore                  | Giri | Tempo/Ritiro | Griglia | Punti |
| --- | -- | --------------------- | ---------------------------- | ---- | ------------ | ------- | ----- |
| 1   | 81 | Oscar Piastri         | McLaren-Mercedes             | 44   | 1h25'22"601  | 2       | 25    |
| 2   | 4  | Lando Norris          | McLaren-Mercedes             | 44   | +3"415       | 1       | 18    |
| 3   | 16 | Charles Leclerc       | Ferrari                      | 44   | +20"185      | 3       | 15    |
| 4   | 1  | Max Verstappen        | Red Bull Racing-Honda RBPT   | 44   | +21"731      | 4       | 12    |
| 5   | 63 | George Russell        | Mercedes                     | 44   | +34"863      | 6       | 10    |
| 6   | 23 | Alexander Albon       | Williams-Mercedes            | 44   | +39"926      | 5       | 8     |
| 7   | 44 | Lewis Hamilton        | Ferrari                      | 44   | +40"679      | PL      | 6     |
| 8   | 30 | Liam Lawson           | Racing Bulls-Honda RBPT      | 44   | +52"033      | 9       | 4     |
| 9   | 5  | Gabriel Bortoleto     | Kick Sauber-Ferrari          | 44   | +56"434      | 10      | 2     |
| 10  | 10 | Pierre Gasly          | Alpine-Renault               | 44   | +1'12"714    | 13      | 1     |
| 11  | 87 | Oliver Bearman        | Haas-Ferrari                 | 44   | +1'13"145    | 12      |       |
| 12  | 27 | Nico Hülkenberg       | Kick Sauber-Ferrari          | 44   | +1'13"628    | 14      |       |
| 13  | 22 | Yūki Tsunoda          | Red Bull Racing-Honda RBPT   | 44   | +1'15"395    | 7       |       |
| 14  | 18 | Lance Stroll          | Aston Martin Aramco-Mercedes | 44   | +1'19"831    | 16      |       |
| 15  | 31 | Esteban Ocon          | Haas-Ferrari                 | 44   | +1'26"063    | 11      |       |
| 16  | 12 | Andrea Kimi Antonelli | Mercedes                     | 44   | +1'26"721    | PL      |       |
| 17  | 14 | Fernando Alonso       | Aston Martin Aramco-Mercedes | 44   | +1'27"924    | PL      |       |
| 18  | 55 | Carlos Sainz Jr.      | Williams-Mercedes            | 44   | +1'32"024    | PL      |       |
| 19  | 43 | Franco Colapinto      | Alpine-Renault               | 44   | +1'35"250    | 15      |       |
| 20  | 6  | Isack Hadjar          | Racing Bulls-Honda RBPT      | 43   | +1 giro      | 8       |       |

## Classifiche mondiali

### Piloti
| Pos | Pilota                | Punti |
| --- | --------------------- | ----- |
| 1   | Oscar Piastri         | 266   |
| 2   | Lando Norris          | 250   |
| 3   | Max Verstappen        | 185   |
| 4   | George Russell        | 157   |
| 5   | Charles Leclerc       | 139   |
| 6   | Lewis Hamilton        | 109   |
| 7   | Andrea Kimi Antonelli | 63    |
| 8   | Alexander Albon       | 54    |
| 9   | Nico Hülkenberg       | 37    |
| 10  | Esteban Ocon          | 27    |
| 11  | Isack Hadjar          | 22    |
| 12  | Pierre Gasly          | 20    |
| 13  | Lance Stroll          | 20    |
| 14  | Liam Lawson           | 16    |
| 15  | Fernando Alonso       | 16    |
| 16  | Carlos Sainz Jr.      | 16    |
| 17  | Yūki Tsunoda          | 10    |
| 18  | Oliver Bearman        | 8     |
| 19  | Gabriel Bortoleto     | 6     |

### Costruttori
| Pos | Costruttore                  | Punti |
| --- | ---------------------------- | ----- |
| 1   | McLaren-Mercedes             | 516   |
| 2   | Ferrari                      | 248   |
| 3   | Mercedes                     | 220   |
| 4   | Red Bull Racing-Honda RBPT   | 192   |
| 5   | Williams-Mercedes            | 70    |
| 6   | Kick Sauber-Ferrari          | 43    |
| 7   | Racing Bulls-Honda RBPT      | 41    |
| 8   | Aston Martin Aramco-Mercedes | 36    |
| 9   | Haas-Ferrari                 | 35    |
| 10  | Alpine-Renault               | 20    |